# 藤原為憲
藤原 為憲（ふじわら の ためのり）は、平安時代中期の貴族・武将。藤原南家乙麻呂流、常陸介・藤原維幾の子。官位は従五位下・遠江権守。工藤大夫を号し、工藤氏の祖となる。平将門・平貞盛の従兄弟にもあたる。

## 経歴
天慶2年（939年）、常陸国における平将門との紛争に敗れた為憲は、母方の従兄・平貞盛と共に度々の将門の探索をかわしながら潜伏する。天慶3年（940年）2月、「新皇」を僭称した将門の追討に官軍大将の一人として貞盛・藤原秀郷と協力して将門と戦い征伐に成功し、先に将門に襲撃され抑留されていた父・維幾を救援した（承平天慶の乱）。将門追討の恩賞として従五位下に叙爵、木工助（宮内省の宮殿造営職である木工寮の次官）に就任。藤原の藤と木工の工を合わせ工藤姓を興す。家紋「庵木瓜」の創始者。伊豆国・駿河国・甲斐国・遠江国の権守を歴任。
工藤氏からは、伊東氏、伊藤氏、吉川氏、鮫島氏、二階堂氏、相良氏などが派生し、また子孫に工藤茂光、工藤祐経などを輩出した。

## 系譜
- 父：藤原維幾 - 常陸介・讃岐介
- 母：高望王の娘
- 孫：工藤時信
- 孫：工藤維重

## 登場作品
テレビドラマ
- 風と雲と虹と（1976年、NHK大河ドラマ） - 演：中島久之